# Космос-2155
Космос-2155 — советский спутник системы предупреждения о ракетном нападении серии космических аппаратов «Космос», тип «Прогноз».

## Первоначальные орбитальные данные спутника
- Расстояние от поверхности земли — 35 850 км
- Период обращения вокруг Земли — 23 часа 56 мин
- Угол наклона плоскости орбиты к плоскости экватора Земли — 1,3°

## Аппаратура, установленная на спутнике
- аппаратура связи сантиметрового диапазона
- ретранслятор телеграфно-телефонной информации
- радиосистема для точного измерения элементов орбиты
- радиотелеметрическая система для передачи данных о работе приборов и научной аппаратуры